# The Primrose Ring (film)
The Primrose Ring er en amerikansk stumfilm fra 1917 af Robert Z. Leonard.

## Medvirkende
- Mae Murray som Margaret MacLean
- Tom Moore som Bob MacLean
- Winter Hall som Dr. Ralph MacLean
- Billy Jacobs som Sandy
- Mayme Kelso som Miss Foote